# لاباي
لاباي (Labbai, Labba, Labbabeen, Labbe)، هو مجتمع إسلامي في جنوب الهند يتواجد في جميع أنحاء الولايات الجنوبية في الهند، تاميل نادو وكارناتاكا وكيرالا، كما أنهم يتواجدون في أجزاء من العالم كمُقيمين.
وتعود أصل تسمية لاباي إلى الكلمة العربية (لبيك).